# Riniero Scarselli
Riniero Scarselli (Bolonya, vers el 1610, i mort en data lloc desconeguda), fou un compositor italià. Va pertànyer a l'Acadèmia dels filomusi de la seva vila natal i deixà dos llibres de madrigals, de 2 a 4 veus el primer i a 5 veus el segon (Venècia, 1640 i 1642).